# La lapidación de san Esteban
La lapidación de san Esteban es un cuadro del pintor Rembrandt, firmado y fechado en el año 1625, que se encuentra en el Museo de Bellas Artes de Lyon, Francia. Es posible que el autor, que pintó su obra antes de cumplir 20 años, se haya representado a sí mismo en al menos tres de los personajes que allí aparecen: el propio san Esteban, su verdugo, que sostiene sobre su cabeza una piedra y un tercer hombre que aparece entre ambos, mirando al espectador. Rembrandt parece expresar así sus propias dudas de juventud: ¿será él mismo un santo o un pecador?, el tercer personaje mira al espectador, como pidiendo que lo ayuden a descubrir quién realmente es.

## Descripción de la obra

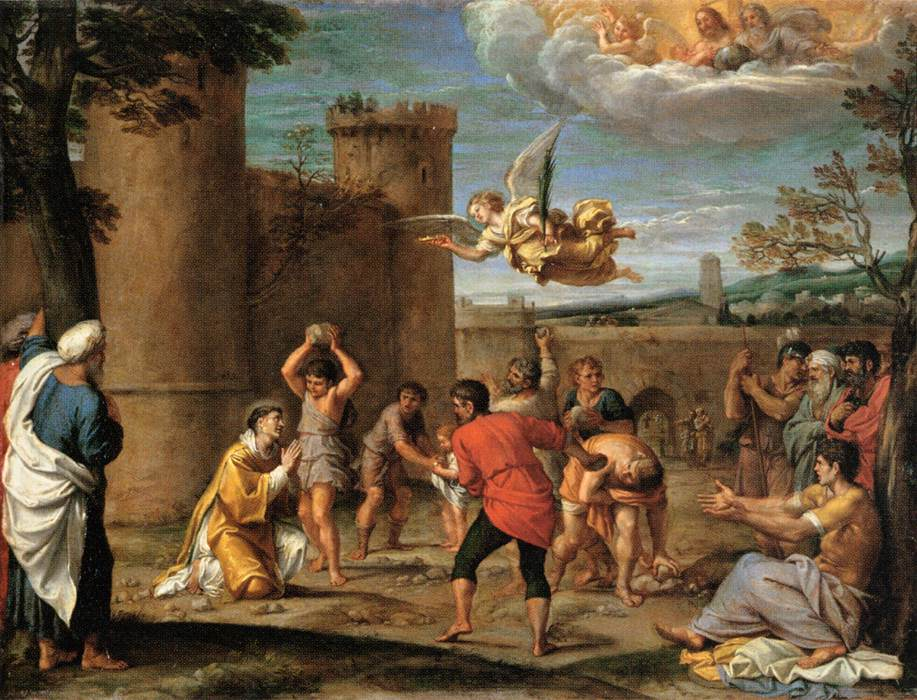
La lapidación de san Esteban, 1604, Annibale Carracci.

Considerada la primera obra fiable de Rembrandt creada en el estudio de Leiden fue redescubierta en 1962 por el historiador del arte Horst Karl Gerson, en los almacenes del Museo de Bellas Artes de Lyon. Comprado en 1844 como un lienzo de autor anónimo, representa la escena de la lapidación de Esteban, que se describe en los Hechos de los Apóstoles. Según la tradición bíblica, Esteban fue juzgado por el sanedrín judío y apedreado hasta la muerte, convirtiéndose en el primer mártir cristiano.
En su composición, la imagen se divide en dos partes. La parte derecha se muestra bañada en luz, donde se lleva a cabo la acción principal, dejando sumida en la oscuridad la zona izquierda, de la que emergen unos pocos personajes. Se presenta a Esteban arrodillado, vestido con dalmática de diácono, con la mano alzada al cielo, rezando a Dios. Uno de sus verdugos sostiene una piedra, listo para lanzarla.
El tema es muy representado en la historia del arte, pudiéndose mencionar algunos ejemplos como las obras homónimas de Lorenzo Lotto, Giorgio Vasari o Annibale Carracci.